# Ибарра-де-Вилальонга, Рафаэла
Рафаэла Ибарра де Вилальонга (исп. и баск. Rafaela Ybarra de Vilallonga), имя при рождении Рафаэла Мария де Ибарра-и-Арамбарри (исп. Rafaela María de Ybarra y Arámbarri, баск. Rafaela Maria Ybarra eta Aranbarri), 16 января 1843, Бильбао, Испания — 23 февраля 1900, Испания) — блаженная Римско-Католической Церкви, основательница женской монашеской конгрегации «Сёстры от Ангелов-Хранителей».

## Биография
Рафаэла Ибарра родилась 16 января 1843 года в городе Бильбао в семье Габриэля Марии Ибарры Гутьерреса Кабьядеса и Марии Росарио Арамбарри Мансебо. Была крещена на следующий день после рождения в церкви Святого Иакова, получив имя Рафаэла Мария де ла Лус Эстефания
В 1861 году вышла замуж за Хосе Вилальонга. В браке у неё родилось семь детей, двое из которых умерли в раннем детстве. В 1885 году, через 24 года совместной жизни, Рафаэла и Хосе решили принести обеты целомудрия и жить отдельно друг от друга. Рафаэла Ибарра-де-Вилальонга стала жить молитвенной жизнью, и вскоре возле неё образовалась небольшая женская община, желавшая совместно проводить духовный образ жизни. Эта община стала называться в честь Святого Семейства. В 1894 года община Святого Семейства была преобразована в монашескую конгрегацию под названием «Сёстры от Ангелов-Хранителей».
Рафаэла Ибарра-де-Вилальонга умерла 23 февраля 1900 года.

## Прославление
30 сентября 1984 года Римский папа Иоанн Павел II причислил Рафаэлу Ибарра-де-Вилальонга к лику блаженных.
День памяти в Католической церкви — 23 февраля.